# Gosoku-ryu
Gosoku-ryu (em japonês:  剛速流, Gosoku-ryū) é um estilo de caratê fundado pelo mestre Takayuki Kubota, que possui o título de soke, na década de 1950, com a finalidade de juntar e compatibilizar as técnicas duras, lineares e ligeiras do estilo Shotokan-ryu (do mestre Gichin Funakoshi) com as técnicas mais suaves e circulares do estilo Goju-ryu (do mestre Chojun Miyagi). Sua denominação quer dizer que se trata de uma escola cujos golpes pretendem ser «rígidos e céleres».

## História
O jovem Kubota, nascido em 20 de Setembro de 1934, desde muito cedo teve contacto com diversas artes marciais, dentre elas o kendo, aiquidô e judô. Depois de muito estudo e com o escopo de prover uma forma mais versátil e didáctica de ensinar o caratê, levando em contra principalmente o aprendizado de jovens e crianças, criou uma entidade — em inglês:   International Karate Association −, para dar suporte a seu empreendimento. Assim nasceu o estilo Gosoku-ryu, ou escola dura e rápida, em 1953.
A entidade criada é responsável pela gestão e disseminação do estilo, conforme designação do criador (que é reconhecido mundialmente como experto no estilo Shotokan). A entidade, nesse fim, promove o caratê como uma arte marcial única, sem fazer distinções ou classificar um estilo como melhor ou pior do que outro. O mestre Kubota, seguindo o exemplo de outras grandes mestres, como Gichin Funakoshi e Kenwa Mabuni, ao ser interpelado sobre qual escola (ryu) é melhor, responde: «Caratê é caratê»!Em 1964, a sé da entidade é implantada nos Estados Unidos
Em 1989, grande mestre Kubota recebeu o título de Soke, isto é, aquele que cria uma nova e original escola, sendo esta reconhecida internacionalmente. A bem da verdade, o fundador não chega a denominar sua entidade como um estilo em si, mas mais como uma escola, que é intimamente ligada ao estilo Shotokan.

## Características

### Denominação
O nome da escola de caraté é formado pelos caracteres kanji go/tsuyoshi (剛, duro) soku/haya (速, rápido) e ryū (流, fluxo/escola/estilo). Assim, o nome mostra a proposta da escola, que é incorporar dentro do estilo Shotokan, reconhecidamente um estilo duro, a leveza dos estilo Goju-ryu, para tornar o estilo Shotokan mais rápido.

### Armas
O estilo incorporou o treinamento com armas, para seguir a tradição de Ryukyu. São utensílios do estilo a tonfa, o kama, o bastão curto jo, a espada de madeira (boken, bokuto, o shinai e outras. 

### Níveis
A escola segue um padrão que mescla as escalas cromáticas do Shotokan com o judô:
- 10° kyu/branco
- 9° kyu/amarelo
- 8° kyu/laranja
- 7° kyu/azul
- 6° kyu/lilás
- 5° kyu/verde
- 4° kyu/verde
- 3° kyu/marrom
- 2° kyu/marrom
- 1° kyu/marrom
- 1°-9° dan/preto
- 10° dan/vermelho

### Kata
O estilo incorpora vários katas, mas a base é o conjunto de katas do estilo Shotokan, ao qual foram acrescentados outros exercícios mais simples e katas de kobudo.
Básicos
1. Tachi kata
2. Keri kata
3. Kihon mae geri no kata
4. Kihon ichi no kata
5. Kihon ni no Kata
6. Kihon san no kata
7. Kihon yon no kata
8. Kihon go no kata
9. Kihon roku no kata
10. Kihon shichi no kata
11. Kihon hachi no kata
12. KihonjKu no kata
13. Kihon ju no kata
14. Kihon ju ichi no kata
15. Kihon ju ni no kata
16. Kihon ju san no kata
17. Kihon ju yon no kata
18. Kihon ju go no kata

Gosoku
1. Uke no kata
2. Kime no kata
3. Ni no kata
4. Go no kata
5. Gosoku
6. Gosoku yondan
7. Gosoku godan
8. Denkogetsu
9. Tamashi
10. Ri kyu
11. Rai dan
12. Jyu hachi no tachi kata
13. Anso no kata
14. Jyu no michi

Kobudo
1. San kaku giri kitana kata
2. Atemi no kata katana
3. Kubo giri (katana)
4. Giyaku giri (katana)
5. Iaido ichi no kata (katana)
6. Iaido san no kata (katana)
7. Toshin (katana)
8. Keibo jitsu (jo)
9. Ken shin ryu (jo)
10. Washi no Kata (tonfa)
11. Jiuji Uke (tonfa)
12. Tsuye Ichi No Kata- Cane
13. Tsuye Ni No kata -Cane
14. Tsuye San No Kata- Cane
15. Tsuye Yan No Kata -Cane
16. Tsuye Go No Kata -Cane
17. Tsuye Roku No Kata- Cane
18. Giyaku Mawashi No Kata- Cane
19. Mawashi no Kata -Cane
20. Giyaku tsuye no Kata -Cane
21. Kubotai No Kata Kubotai
22. So Nota No Kata

Shotokan
1. Heian shodan
2. Heian nidan
3. Heian sandan
4. Heian yodan
5. Heian godan
6. Tekki shodan
7. Bassai dai
8. Hangetsu
9. Kanku dai
10. Kanku sho
11. Empi
12. Jion
13. Jite
14. Gojushiho sho
15. Sochin
16. Unsu